# Intermarché–Wanty–Gobert Matériaux
Intermarché–Wanty–Gobert Matériaux  (Codul echipei UCI: IWG) este o echipă UCI World Tour sponsorizată de lanțul de supermarket-uri Intermarché, de firma de inginerie Wanty și de grupul belgian Groupe Gobert Matériaux.

## Istorie
Echipa a semnat o serie de cicliști internaționali importanți pentru sezonul 2010, inclusiv campionul mondial din 2009, de doua ori vicecampion în Turul Franței și câștigătorul din 2011, Cadel Evans, campionul american pe șosea din 2009 George Hincapie, campionul mondial din 2008 Alessandro Ballan și specialiștii curselor clasice de primăvară Karsten Kroon și Marcus Burghardt.
În 2010, echipa a participat la primele sale mari tururi, fiind invitați să concureze în Turul Franței 2010 și Turul Italiei 2010. În 2011, echipa a atins statutul de echipă profesionistă UCI ProTeam, cea mai prestigioasă clasificarea posibilă, iar Cadel Evans a câștigat Turul Franței 2011. 
Pentru 2012 echipa a semnat cu Thor Hushovd și Philippe Gilbert, campioni mondiali din 2010, respectiv 2012. 
În 2012, Evans nu a reușit să-și apere titlul în Turul Franței, terminând al șaptelea la general, două locuri în spatele coechipierului Tejay van Garderen.
Cadel Evans s-a clasat pe locul al treilea în Turul Italiei 2013. 
În Turul Franței 2013, Evans a terminat pe 39, Tejay van Garderen pe 45, Steve Morabito având cea mai bună clasare, locul 35. La scurt timp după încheierea turului, a fost s-a anunțat că John Lelangue, care a fost director sportiv de la înființarea echipei în 2007, a părăsit echipa "din motive personale".  În septembrie 2013, Jim Ochowicz a anunțat numirea lui Valerio Piva ca înlocuitor al lui Lelangue. 
În august 2014, echipa a anunțat că a semnat cu Alessandro De Marchi, Damiano Caruso și Jempy Drucker pentru sezonul 2015  Echipa a anuntat, de asemenea, că a semnat cu Rohan Dennis - transferul său având loc imediat. 
În august 2015, echipa a semnat cu Richie Porte. 

## Lotul echipei

### 2016
| Team roster 2016                          | Team roster 2016   | Team roster 2016                       | Team roster 2016 |
| Ciclist                                   | Data nașterii      | Previous team                          |                  |
| ----------------------------------------- | ------------------ | -------------------------------------- | ---------------- |
| Darwin Atapuma                            | 15 ianuarie 1988   | Colombia (2013)                        |                  |
| Tom Bohli                                 | 17 ianuarie 1994   | BMC Development (2015)                 |                  |
| Brent Bookwalter                          | 16 februarie 1984  | VMG Racing (2007)                      |                  |
| Marcus Burghardt                          | 30 iunie 1983      | Columbia-HTC (2009)                    |                  |
| Damiano Caruso                            | 12 octombrie 1987  | Cannondale (2014)                      |                  |
| Alessandro De Marchi                      | 19 mai 1986        | Cannondale (2014)                      |                  |
| Rohan Dennis                              | 28 mai 1990        | Garmin-Sharp (2014)                    |                  |
| Silvan Dillier                            | 3 august 1990      | BMC Development (2013)                 |                  |
| Jempy Drucker                             | 3 septembrie 1986  | Wanty-Groupe Gobert (2014)             |                  |
| Floris Gerts                              | 3 mai 1992         | BMC Development (2015)                 |                  |
| Philippe Gilbert                          | 5 iulie 1982       | Omega Pharma-Lotto (2011)              |                  |
| Ben Hermans                               | 8 iunie 1986       | RadioShack-Leopard (2013)              |                  |
| Stefan Küng                               | 16 noiembrie 1993  | BMC Development (2014)                 |                  |
| Amaël Moinard                             | 2 februarie 1982   | Cofidis, le Crédit en Ligne (2010)     |                  |
| Daniel Oss                                | 13 ianuarie 1987   | Liquigas-Cannondale (2012)             |                  |
| Taylor Phinney                            | 27 iunie 1990      | Trek Livestrong U23 (2010)             |                  |
| Richie Porte                              | 30 ianuarie 1985   | Team Sky (2015)                        |                  |
| Manuel Quinziato                          | 30 octombrie 1979  | Liquigas-Doimo (2010)                  |                  |
| Joey Rosskopf                             | 5 septembrie 1989  | Hincapie Sportswear Development (2014) |                  |
| Samuel Sánchez                            | 5 februarie 1978   | Euskaltel Euskadi (2013)               |                  |
| Michael Schär                             | 29 septembrie 1986 | Astana (2009)                          |                  |
| Manuel Senni                              | 11 martie 1992     | Colpack (2014)                         |                  |
| Dylan Teuns                               | 1 martie 1992      | BMC Development (2014)                 |                  |
| Greg Van Avermaet                         | 17 mai 1985        | Omega Pharma-Lotto (2010)              |                  |
| Tejay van Garderen                        | 12 august 1988     | HTC-Highroad (2011)                    |                  |
| Peter Velits                              | 21 februarie 1985  | Omega Pharma-Quick Step (2013)         |                  |
| Loïc Vliegen                              | 20 decembrie 1993  | BMC Development (2015)                 |                  |
| Danilo Wyss                               | 26 august 1985     | Atlas-Romer's Hausbäckerei (2007)      |                  |
| Rick Zabel                                | 7 decembrie 1993   | Rabobank Development (2013)            |                  |
| Taylor Eisenhart (1 aug–31 dec, trainee)  | 14 iunie 1994      | BMC Development (2016)                 |                  |
| Fabian Lienhard (1 aug–31 dec, trainee)   | 3 septembrie 1993  |                                        |                  |
|                                           |                    |                                        |                  |
| Sources: ProCyclingStats Cycling Archives |                    |                                        |                  |

## Legături externe
- Site web oficial